# IC 1742
IC 1742 је спирална галаксија у сазвјежђу Ован која се налази на листи објеката дубоког неба у Индекс каталогу.
Деклинација објекта је + 22° 43' 16" а ректасцензија 1h 53m 14,3s. Привидна величина (магнитуда) објекта IC 1742 износи 14,4 а фотографска магнитуда 15,1. IC 1742 је још познат и под ознакама MCG 4-5-23, CGCG 482-28, KARA 67, PGC 6996.